# Daiana Silva
Daiana Yanet Silva Quiroga, coneguda esportivament com Daiana Silva o Dai Silva (San Juan de la Frontera, 24 d'abril de 1990) és una jugadora d'hoquei sobre patins argentina.
Començà a practicar l'hoquei sobre patins als vuit anys i debutà amb el Club Deportivo Unión Estudiantil en categoria absoluta amb disset anys, amb el qual guanyà la Lliga Nacional A1 argentina (2008). Posteriorment, jugà al Unión Vecinal de Trinidad i al SEC San Juan. La temporada 2017-18 fitxà pel Club Patí Vilanova, aconseguint la Copa de la Reina la mateixa temporada. L'any següent jugà amb el Cerdanyola Club Hoquei, aconseguit un subcampionat de l'OK Lliga femenina (2019-20). La temporada 2022-23 fitxà pel Club Patí Vila-sana, amb el qual ha arribat a dues finals de la Lliga de Campions de la WSE (2023, 2024) i ha aconseguit els primers títols de l'entitat ponentina, una Supercopa d'Espanya (2024), una Copa Intercontinental (2025) i una Copa de la Reina (2025).
Internacional amb la selecció argentina d'hoquei sobre patins des del 2008, ha estat campiona del món en tres ocasions (2010, 2014 i 2022) i subcampiona en dos (2017 i 2019). Entre altres reconeixements, ha rebut l'Olímpia d'argent (2016) que concedeix el Cercle de Periodistes Esportius d'Argentina.

## Palmarès
Clubs
- 1 Copa Intercontinental d'hoquei sobre patins (2025)
- 2 Copes espanyoles d'hoquei sobre patins (2018, 2025)
- 1 Lliga de Clausura Femenina de San Juan (2011)
- 1 Lliga Nacional A1 (2008)
- 1 Supercopa espanyola d'hoquei sobre patins (2024)

Selecció argentina
- 3 medalles d'or al Campionat del Món d'hoquei patins (2010, 2014 i 2022)
- 2 medalles d'argent al Campionat del Món d'hoquei patins (2017, 2019)
- 3 medalles de bronze al Campionat del Món d'hoquei patins (2008, 2016 i 2024)
- 2 medalles d'or al Campionat Panamericà d'hoquei sobre patins (2005, 2018)